# World Trade Center nel mondo
I world trade center o world trade centre (spesso abbreviati WTC) sono complessi di edifici adibiti a funzioni di tipo economico, commerciale e finanziario nati negli anni settanta negli Stati Uniti e in Giappone. Spesso la sigla WTC viene tradotta come "centro del commercio mondiale", riferendosi in particolare a quello di New York. I world trade center raccolgono uffici e servizi legati al commercio globale, rappresentando dei luoghi d'incontro tra corporazioni e governi.

## La World Trade Centers Association
La World Trade Centers Association è un'associazione fondata nel 1970 con sede a Dubai a cui sono iscritti quasi 300 world trade center in oltre cento nazioni.
Dal 2013 il direttore generale della WTCA è Stefano Laurenti.

## Lista dei world trade center
| Paese               | Città                 | Nome                                                              | Annotazioni                  | Ref     |
| ------------------- | --------------------- | ----------------------------------------------------------------- | ---------------------------- | ------- |
| Afghanistan         | Kabul                 | World Trade Center Kabul                                          |                              |         |
| Algeria             | Algeri                | World Trade Center Algeria                                        |                              | [ 1 ]   |
| Angola              | Luanda                | World Trade Center Luanda                                         |                              | [ 2 ]   |
| Arabia Saudita      | La Mecca              | World Trade Center Mecca                                          |                              | [ 3 ]   |
| Arabia Saudita      | Gedda                 | World Trade Center Jeddah                                         |                              | [ 4 ]   |
| Arabia Saudita      | Khobar                | World Trade Center Al Khobar                                      |                              | [ 5 ]   |
| Arabia Saudita      | Riyadh                | World Trade Center Riyadh                                         |                              | [ 6 ]   |
| Argentina           | Buenos Aires          | World Trade Center Buenos Aires                                   |                              | [ 7 ]   |
| Argentina           | Rosario               | World Trade Center Rosario                                        |                              |         |
| Australia           | Brisbane              | World Trade Center Brisbane                                       |                              |         |
| Australia           | Melbourne             | World Trade Center Wharf                                          | Precedentemente chiamato WTC |         |
| Bahrein             | Manama                | Bahrain World Trade Center                                        |                              | [ 8 ]   |
| Bangladesh          | Chittagong            | World Trade Center Chittagong                                     |                              |         |
| Belgio              | Anversa               | World Trade Center Antwerp Flanders                               |                              | [ 9 ]   |
| Belgio              | Bruxelles             | World Trade Center Bruxelles                                      |                              | [ 10 ]  |
| Belgio              | Gand                  | World Trade Center International Club of Flanders                 |                              |         |
| Brasile             | Belo Horizonte        | World Trade Center Belo Horizonte                                 |                              | [ 11 ]  |
| Brasile             | Contagem              | World Trade Center Contagem                                       | In costruzione               |         |
| Brasile             | Cuiabá                | Cuiabá World Trade Center                                         |                              |         |
| Brasile             | Curitiba              | World Trade Center Curitiba                                       |                              |         |
| Brasile             | Fortaleza             | World Trade Center Fortaleza                                      |                              |         |
| Brasile             | Goiânia               | World Trade Center Goiânia Downtown                               |                              |         |
| Brasile             | Manaus                | Amazon World Trade Center Manaus                                  |                              |         |
| Brasile             | Osasco                | World Trade Center Osasco                                         |                              |         |
| Brasile             | Porto Alegre          | World Trade Center Porto Alegre                                   |                              |         |
| Brasile             | Recife                | Millennium World Trade Center Recife                              |                              |         |
| Brasile             | Rio de Janeiro        | World Trade Center Rio de Janeiro                                 |                              |         |
| Brasile             | São José dos Campos   | World Trade Center São José dos Campos                            |                              |         |
| Brasile             | San Paolo             | World Trade Center San Paolo                                      |                              | [ 12 ]  |
| Brasile             | Uberlândia            | World Trade Center Uberlândia                                     |                              |         |
| Bulgaria            | Sofia                 | World Trade Center Sofia                                          |                              | [ 13 ]  |
| Bulgaria            | Sofia                 | Bulgarian Chamber of Commerce and Industry                        |                              |         |
| Canada              | Edmonton              | World Trade Center Edmonton                                       |                              | [ 14 ]  |
| Canada              | Halifax               | World Trade and Convention Centre Halifax                         |                              | [ 15 ]  |
| Canada              | Montréal              | World Trade Centre Montreal                                       |                              | [ 16 ]  |
| Canada              | Toronto               | World Trade Centre Toronto                                        |                              |         |
| Canada              | Vancouver             | World Trade Center Vancouver                                      |                              | [ 17 ]  |
| Canada              | Winnipeg              | World Trade Centre Winnipeg                                       |                              |         |
| Canarie             | Tenerife              | World Trade Center Tenerife                                       |                              | [ 18 ]  |
| Capo Verde          | Praia                 | World Trade Center Praia                                          |                              |         |
| Cile                | Santiago del Cile     | World Trade Center Santiago del Cile                              |                              | [ 19 ]  |
| Cina                | Binzhou               | World Trade Center Binzhou                                        |                              |         |
| Cina                | Changzhou             | World Trade Center Changzhou                                      |                              | [ 20 ]  |
| Cina                | Chongqing             | World Trade Center Chongqing                                      |                              |         |
| Cina                | Ordos                 | World Trade Center Erdos                                          |                              |         |
| Cina                | Canton                | World Trade Center Guangzhou CCPIT                                |                              | [ 21 ]  |
| Cina                | Haikou                | World Trade Center Haikou                                         |                              | [ 22 ]  |
| Cina                | Hangzhou              | World Trade Center Hangzhou                                       |                              | [ 23 ]  |
| Cina                | Kunming               | World Trade Center Kunming                                        |                              |         |
| Cina                | Macao                 | World Trade Center Macao                                          |                              | [ 24 ]  |
| Cina                | Nanchino              | World Trade Center Nanjing                                        |                              | [ 25 ]  |
| Cina                | Nansha                | World Trade Center Pearl River Delta                              |                              | [ 26 ]  |
| Cina                | Pechino               | The China World Trade Center                                      |                              | [ 27 ]  |
| Cina                | Pechino               | World Trade Center Beijing CCPIT                                  |                              | [ 28 ]  |
| Cina                | Qingdao               | World Trade Center Qingdao                                        |                              |         |
| Cina                | Quanzhou              | Quanzhou World Trade Center                                       |                              | [ 29 ]  |
| Cina                | Shanghai              | World Trade Center Shanghai                                       |                              | [ 30 ]  |
| Cina                | Shenyang              | World Trade Center Shenyang                                       |                              |         |
| Cina                | Shenzhen              | World Trade Centre Shenzhen                                       |                              |         |
| Cina                | Tianjin               | World Trade Center Tianjin                                        |                              |         |
| Cina                | Wenzhou               | World Trade Center Wenzhou                                        |                              |         |
| Cina                | Wuxi                  | World Trade Center Wuxi                                           |                              |         |
| Cina                | Xi'an                 | World Trade Center Xi'an                                          |                              |         |
| Cina                | Xuzhou                | World Trade Center Xuzhou                                         |                              |         |
| Cina                | Yiwu                  | World Trade Center Yiwu                                           |                              |         |
| Cina                | Zhejiang              | World Trade Center Zhejiang                                       |                              |         |
| Cina                | Zhengzhou             | World Trade Center Zhengzhou                                      |                              |         |
| Cina                | Zibo                  | World Trade Center Zibo                                           |                              |         |
| Colombia            | Bogotà                | World Trade Center Bogotá                                         |                              | [ 31 ]  |
| Colombia            | Cali                  | World Trade Center Cali                                           |                              |         |
| Colombia            | Cartagena de Indias   | World Trade Center Cartagena                                      |                              |         |
| Corea del Sud       | Daejeon               | World Trade Center Suwon                                          |                              | [ 32 ]  |
| Corea del Sud       | Seul                  | World Trade Center Seoul                                          |                              |         |
| Corea del Sud       | Suwon                 | World Trade Center Suwon                                          |                              | [ 33 ]  |
| Costa Rica          | San José              | World Trade Center San Jose                                       |                              | [ 34 ]  |
| Croazia             | Zagabria              | World Trade Center Zagreb                                         |                              | [ 35 ]  |
| Cuba                | L'Avana               | World Trade Center Havana                                         |                              |         |
| Curaçao             | Curaçao               | World Trade Center Curaçao                                        |                              | [ 36 ]  |
| Cipro               | Limassol              | World Trade Center Cyprus                                         |                              | [ 37 ]  |
| Danimarca           | Copenaghen            | World Trade Center Copenhagen                                     |                              |         |
| Egitto              | Il Cairo              | World Trade Center Il Cairo                                       |                              |         |
| El Salvador         | San Salvador          | World Trade Center San Salvador                                   |                              | [ 38 ]  |
| Emirati Arabi Uniti | Abu Dhabi             | World Trade Center Abu Dhabi                                      |                              | [ 39 ]  |
| Emirati Arabi Uniti | Ajman                 | World Trade Center Ajman                                          |                              | [ 40 ]  |
| Emirati Arabi Uniti | Dubai                 | Dubai World Trade Centre                                          |                              |         |
| Emirati Arabi Uniti | Ras al-Khaimah        | World Trade Center Ras Al Khaimah                                 |                              | [ 41 ]  |
| Emirati Arabi Uniti | Sharjah               | World Trade Center Sharjah                                        |                              | [ 42 ]  |
| Estonia             | Tallinn               | World Trade Center Tallinn                                        |                              | [ 43 ]  |
| Filippine           | Pasay                 | World Trade Center Metro Manila                                   |                              |         |
| Finlandia           | Helsinki              | World Trade Center Helsinki                                       |                              | [ 44 ]  |
| Finlandia           | Helsinki              | World Trade Center Helsinki - Vantaa Airport                      |                              | [ 45 ]  |
| Finlandia           | Turku                 | World Trade Center Turku                                          |                              | [ 46 ]  |
| Francia             | Grenoble              | World Trade Center Grenoble                                       |                              | [ 47 ]  |
| Francia             | Le Havre              | World Trade Center Le Havre                                       |                              | [ 48 ]  |
| Francia             | Lilla                 | World Trade Center Lille                                          |                              | [ 49 ]  |
| Francia             | Lione                 | World Trade Center Lyon                                           |                              | [ 50 ]  |
| Francia             | Marsiglia             | World Trade Center Marseille                                      |                              | [ 51 ]  |
| Francia             | Metz                  | World Trade Center Metz-Saarbrücken                               |                              | [ 52 ]  |
| Francia             | Nantes                | World Trade Center Nantes                                         |                              | [ 53 ]  |
| Francia             | Nizza                 | World Trade Center Nice                                           |                              | [ 54 ]  |
| Francia             | Parigi                | World Trade Center Paris                                          |                              |         |
| Francia             | Poitiers              | World Trade Center Poitiers                                       |                              | [ 55 ]  |
| Francia             | Rennes                | World Trade Center Rennes                                         |                              | [ 56 ]  |
| Francia             | Strasburgo            | World Trade Center Strasbourg                                     |                              |         |
| Germania            | Berlino               | World Trade Center Berlin Brandenburg International Airport       |                              | [ 57 ]  |
| Germania            | Brema                 | World Trade Center Bremen                                         |                              | [ 58 ]  |
| Germania            | Colonia               | World Trade Center Koeln                                          |                              |         |
| Germania            | Dresda                | World Trade Center Dresden                                        |                              | [ 59 ]  |
| Germania            | Düsseldorf            | World Trade Center Düsseldorf                                     |                              |         |
| Germania            | Francoforte sull'Oder | World Trade Center Frankfurt (Oder)                               |                              | [ 60 ]  |
| Germania            | Amburgo               | World Trade Center Hamburg                                        |                              | [ 61 ]  |
| Germania            | Kiel                  | World Trade Center Kiel                                           |                              | [ 62 ]  |
| Germania            | Rostock               | World Trade Center Rostock                                        |                              |         |
| Germania            | Regione della Ruhr    | World Trade Center Ruhr Valley                                    |                              |         |
| Germania            | Stoccarda             | World Trade Center Stuttgart                                      |                              | [ 63 ]  |
| Ghana               | Accra                 | World Trade Center Accra                                          |                              |         |
| Giappone            | Fukuoka               | World Trade Center Fukuoka                                        |                              |         |
| Giappone            | Kōbe                  | World Trade Center Kobe                                           |                              |         |
| Giappone            | Kyoto                 | World Trade Center Kyoto                                          |                              |         |
| Giappone            | Miyazaki              | World Trade Center Miyazaki                                       |                              |         |
| Giappone            | Nagoya                | World Trade Center Nagoya                                         |                              |         |
| Giappone            | Okinawa               | World Trade Center Okinawa                                        |                              |         |
| Giappone            | Osaka                 | World Trade Center Osaka                                          |                              |         |
| Giappone            | Saitama               | World Trade Center Saitama                                        |                              |         |
| Giappone            | Sendai                | World Trade Center Sendai                                         |                              |         |
| Giappone            | Tokyo                 | World Trade Center Tokyo                                          |                              | [ 64 ]  |
| Giappone            | Tottori               | World Trade Center Tottori                                        |                              |         |
| Giappone            | Yokohama              | World Trade Center Yokohama                                       |                              |         |
| Gibilterra          | Gibilterra            | World Trade Center Gibilterra                                     |                              | [ 65 ]  |
| Giordania           | Amman                 | World Trade Center Amman                                          |                              |         |
| Giordania           | Aqaba                 | World Trade Center Aqaba                                          |                              |         |
| Giordania           | Mar Morto             | World Trade Center Dead Sea                                       |                              |         |
| Grecia              | Atene                 | World Trade Center Atene                                          |                              | [ 66 ]  |
| Grecia              | Salonicco             | World Trade Center Thessaloniki                                   |                              |         |
| Honduras            | San Pedro Sula        | World Trade Center San Pedro Sula                                 |                              | [ 67 ]  |
| Hong Kong           | Hong Kong             | World Trade Centre Club Hong Kong, World Trade Centre (Hong Kong) |                              | [ 68 ]  |
| Hong Kong           | Hong Kong             | World Trade Center Hong Kong International Airport                |                              | [ 69 ]  |
| India               | Ahmedabad             | World Trade Center Ahmedabad                                      |                              |         |
| India               | Amritsar              | World Trade Center Amritsar                                       |                              |         |
| India               | Bangalore             | World Trade Center Bangalore                                      |                              | [ 70 ]  |
| India               | Bhubaneswar           | World Trade Center Bhubaneswar                                    |                              |         |
| India               | Calcutta              | World Trade Centre Calcutta                                       |                              |         |
| India               | Chennai               | World Trade Center Chennai                                        |                              |         |
| India               | Delhi/Gurgaon         | World Trade Center Delhi                                          |                              | [ 71 ]  |
| India               | Gandhinagar           | World Trade Center Gandhinagar                                    |                              |         |
| India               | Goa                   | World Trade Center Goa                                            |                              |         |
| India               | Hyderabad             | World Trade Center Hyderabad                                      |                              |         |
| India               | Kochi                 | World Trade Center Kochi                                          |                              |         |
| India               | Lucknow               | World Trade Centre Lucknow                                        |                              |         |
| India               | Mumbai                | World Trade Centre Mumbai                                         |                              | [ 72 ]  |
| India               | Nagpur                | World Trade Centre Nagpur                                         |                              |         |
| India               | Navi Mumbai           | World Trade Centre Navi Mumbai                                    |                              |         |
| India               | Noida                 | World Trade Centre Noida                                          |                              |         |
| India               | Noida CBD             | World Trade Centre Noida CBD                                      |                              |         |
| India               | Patna                 | World Trade Centre Patna                                          |                              |         |
| India               | Surat                 | World Trade Centre Surat                                          |                              |         |
| India               | Pune                  | World Trade Centre Pune                                           |                              |         |
| India               | Thiruvananthapuram    | World Trade Centre Thiruvananthapuram                             |                              |         |
| Indonesia           | Giacarta              | World Trade Center Jakarta                                        |                              |         |
| Indonesia           | Surabaya              | World Trade Center Surabaya                                       |                              |         |
| Iraq                | Baghdad               | World Trade Center Baghdad                                        |                              |         |
| Iraq                | Basra                 | World Trade Center Basra                                          |                              |         |
| Irlanda             | Dublino               | World Trade Center Dublino                                        |                              | [ 73 ]  |
| Israele             | Tel Aviv              | World Trade Center Tel-Aviv                                       |                              |         |
| Italia              | Brescia               | World Trade Center Brescia - East Lombardy                        |                              | [ 74 ]  |
| Italia              | Bari                  | World Trade Center Bari                                           |                              |         |
| Italia              | Catania               | World Trade Center Catania                                        |                              |         |
| Italia              | Genova                | World Trade Center Genova                                         |                              | [ 75 ]  |
| Italia              | Latina                | World Trade Center Latina                                         |                              |         |
| Italia              | Messina               | World Trade Center Messina                                        |                              | [ 76 ]  |
| Italia              | Milano                | World Trade Center Milano                                         |                              | [ 77 ]  |
| Italia              | Milano                | World Trade Center Malpensa Airport                               |                              |         |
| Italia              | Modena                | World Trade Center Modena                                         |                              | [ 78 ]  |
| Italia              | Napoli                | World Trade Center Napoli                                         |                              |         |
| Italia              | Pescara               | World Trade Center Pescara                                        |                              | [ 79 ]  |
| Italia              | Roma                  | World Trade Center Rome                                           |                              | [ 80 ]  |
| Italia              | Salerno               | World Trade Center Salerno                                        |                              |         |
| Italia              | Salsomaggiore         | World Trade Center Salsomaggiore                                  |                              |         |
| Italia              | Trieste               | World Trade Center Trieste                                        |                              |         |
| Italia              | Verona                | World Trade Center Verona                                         |                              | [ 81 ]  |
| Kazakistan          | Almaty                | World Trade Center Almaty                                         |                              | [ 82 ]  |
| Kazakistan          | Astana                | World Trade Center Astana                                         |                              | [ 83 ]  |
| Kosovo              | Pristina              | World Trade Center Pristina                                       |                              | [ 84 ]  |
| Kuwait              | Madinat al-Kuwait     | World Trade Center Kuwait                                         |                              |         |
| Lettonia            | Riga                  | World Trade Center Riga                                           |                              | [ 85 ]  |
| Libano              | Beirut                | World Trade Center Beirut                                         |                              | [ 86 ]  |
| Libia               | Bengasi               | World Trade Center Benghazi                                       |                              |         |
| Libia               | Tripoli               | World Trade Center Tripoli                                        |                              |         |
| Lituania            | Vilnius               | World Trade Center Vilnius                                        |                              |         |
| Lussemburgo         | Lussemburgo           | World Trade Center Lussemburgo                                    |                              |         |
| Malaysia            | Kuala Lumpur          | Putra World Trade Centre                                          |                              | [ 87 ]  |
| Malaysia            | Perai                 | World Trade Center Penang                                         |                              | [ 88 ]  |
| Malta               | Malta                 | World Trade Center Malta                                          |                              |         |
| Marocco             | Casablanca            | Twin Center Casablanca                                            |                              |         |
| Mauritius           | Port Louis            | World Trade Center Port Louis                                     |                              |         |
| Messico             | Cancún                | World Trade Center Cancún                                         |                              |         |
| Messico             | Città del Messico     | World Trade Center Mexico City                                    |                              | [ 89 ]  |
| Messico             | Ciudad Juárez         | World Trade Center Juarez                                         |                              | [ 90 ]  |
| Messico             | Cuernavaca            | World Trade Center Cuernavaca                                     |                              | [ 91 ]  |
| Messico             | Culiacán              | World Trade Center Culiacán                                       |                              | [ 92 ]  |
| Messico             | Guadalajara           | World Trade Center Guadalajara                                    |                              | [ 93 ]  |
| Messico             | Monterrey             | World Trade Center Monterrey                                      |                              | [ 94 ]  |
| Messico             | Querétaro             | World Trade Center Querétaro                                      |                              |         |
| Messico             | San Luis Potosí       | World Trade Center San Luis Potosí                                |                              |         |
| Messico             | Tijuana               | World Trade Center Tijuana                                        |                              | [ 95 ]  |
| Messico             | Toluca                | World Trade Center Toluca                                         |                              |         |
| Messico             | Veracruz              | World Trade Center Veracruz                                       |                              | [ 96 ]  |
| Monaco              | Monte Carlo           | World Trade Center Monte Carlo                                    |                              | [ 97 ]  |
| Mongolia            | Ulan Bator            | World Trade Center Ulaanbaatar                                    |                              |         |
| Montenegro          | Podgorica             | World Trade Center Podgorica                                      |                              |         |
| Nicaragua           | Managua               | World Trade Center Managua                                        |                              | [ 98 ]  |
| Nigeria             | Abuja                 | World Trade Center Abuja                                          |                              |         |
| Nigeria             | Lagos                 | World Trade Center Lagos                                          |                              |         |
| Norvegia            | Oslo                  | World Trade Center Oslo                                           |                              | [ 99 ]  |
| Oman                | Mascate               | World Trade Center Muscat                                         |                              | [ 100 ] |
| Paesi Bassi         | Almere                | World Trade Center Almere                                         |                              | [ 101 ] |
| Paesi Bassi         | Amsterdam             | World Trade Center Amsterdam                                      |                              | [ 102 ] |
| Paesi Bassi         | Amsterdam             | World Trade Center Amsterdam Schiphol Airport                     |                              | [ 103 ] |
| Paesi Bassi         | Arnhem                | World Trade Center Arnhem Nijmegen                                |                              | [ 104 ] |
| Paesi Bassi         | Breda                 | World Trade Center Breda                                          |                              | [ 105 ] |
| Paesi Bassi         | Eindhoven             | World Trade Center Eindhoven                                      |                              | [ 106 ] |
| Paesi Bassi         | L'Aia                 | World Trade Center The Hague                                      |                              |         |
| Paesi Bassi         | Heerlen               | World Trade Center Heerlen-Aachen-Aachen                          |                              | [ 107 ] |
| Paesi Bassi         | Leeuwarden            | World Trade Center Leeuwarden                                     |                              | [ 108 ] |
| Paesi Bassi         | Rotterdam             | Beurs-World Trade Center                                          |                              | [ 109 ] |
| Paesi Bassi         | Twente                | World Trade Center Twente                                         |                              | [ 110 ] |
| Paesi Bassi         | Utrecht               | World Trade Center Utrecht                                        |                              |         |
| Paesi Bassi         | Venlo                 | World Trade Center Venlo                                          |                              | [ 111 ] |
| Pakistan            | Islamabad             | World Trade Center Islamabad                                      |                              | [ 112 ] |
| Pakistan            | Karachi               | World Trade Center Karachi                                        |                              |         |
| Palestina           | Ramallah              | World Trade Center Ramallah                                       |                              |         |
| Panama              | Colón                 | World Trade Center Colon                                          |                              | [ 113 ] |
| Panama              | Panama                | World Trade Center Panama                                         |                              | [ 114 ] |
| Paraguay            | Asunción              | World Trade Center Asunción                                       |                              | [ 115 ] |
| Perù                | Lima                  | World Trade Center Lima                                           |                              | [ 116 ] |
| Polonia             | Gdynia                | World Trade Center Gdynia                                         |                              | [ 117 ] |
| Polonia             | Poznań                | World Trade Center Poznań                                         |                              | [ 118 ] |
| Polonia             | Varsavia              | World Trade Center Warsaw                                         |                              | [ 119 ] |
| Porto Rico          | San Juan              | World Trade Center San Juan                                       |                              | [ 120 ] |
| Qatar               | Doha                  | World Trade Center Doha                                           |                              | [ 121 ] |
| Regno Unito         | Belfast               | World Trade Centre Belfast                                        |                              | [ 122 ] |
| Regno Unito         | Edimburgo             | World Trade Centre Edinburgh                                      |                              | [ 123 ] |
| Regno Unito         | Glasgow               | World Trade Centre Glasgow                                        |                              | [ 124 ] |
| Regno Unito         | Kingston upon Hull    | World Trade Centre Hull & Humber                                  |                              |         |
| Regno Unito         | Milton Keynes         | World Trade Centre Milton Keynes                                  |                              | [ 125 ] |
| Regno Unito         | Southampton           | World Trade Centre Southampton                                    |                              | [ 126 ] |
| Rep. Ceca           | Plzeň                 | World Trade Center Pilsen                                         |                              | [ 127 ] |
| Romania             | Bucarest              | Bucharest World Trade Center                                      |                              |         |
| Romania             | Costanza              | World Trade Center Constanța                                      |                              | [ 128 ] |
| Romania             | Iași                  | World Trade Center Iași                                           |                              | [ 129 ] |
| Russia              | Čeljabinsk            | World Trade Center Chelyabinsk                                    |                              | [ 130 ] |
| Russia              | Ekaterinburg          | World Trade Center Ekaterinburg                                   |                              | [ 131 ] |
| Russia              | Krasnodar             | World Trade Center Krasnodar                                      |                              | [ 132 ] |
| Russia              | Krasnojarsk           | World Trade Center Krasnoyarsk                                    |                              | [ 133 ] |
| Russia              | Mosca                 | World Trade Center Moscow                                         |                              | [ 134 ] |
| Russia              | Nižnij Novgorod       | World Trade Center Nizhny Novgorod                                |                              | [ 135 ] |
| Russia              | San Pietroburgo       | World Trade Center St. Petersburg                                 |                              | [ 136 ] |
| San Marino          | San Marino            | World Trade Center San Marino                                     |                              | [ 3 ]   |
| Senegal             | Dakar                 | World Trade Center Dakar                                          |                              | [ 137 ] |
| Serbia              | Belgrado              | World Trade Center Belgrade                                       |                              | [ 138 ] |
| Siria               | Aleppo                | World Trade Center Aleppo                                         |                              | [ 139 ] |
| Siria               | Damasco               | World Trade Center Damascus                                       |                              | [ 140 ] |
| Slovacchia          | Bratislava            | World Trade Center Bratislava                                     |                              | [ 141 ] |
| Slovenia            | Lubiana               | World Trade Center Ljubljana                                      |                              | [ 142 ] |
| Spagna              | Barcellona            | World Trade Center Barcelona                                      |                              | [ 143 ] |
| Spagna              | Bilbao                | World Trade Center Bilbao                                         |                              | [ 144 ] |
| Spagna              | Cordova               | World Trade Center Córdoba                                        |                              | [ 145 ] |
| Spagna              | Gerona                | World Trade Center Girona                                         |                              | [ 146 ] |
| Spagna              | Igualada              | World Trade Center Igualada                                       |                              | [ 147 ] |
| Spagna              | Las Palmas            | World Trade Center Las Palmas                                     |                              | [ 148 ] |
| Spagna              | Lleida                | World Trade Center Lleida                                         |                              | [ 149 ] |
| Spagna              | Madrid                | World Trade Center Madrid                                         |                              | [ 150 ] |
| Spagna              | Ourense               | World Trade Center Orense                                         |                              | [ 151 ] |
| Spagna              | Santander             | World Trade Center Santander                                      |                              | [ 152 ] |
| Spagna              | Saragozza             | World Trade Center Saragozza                                      |                              |         |
| Spagna              | Siviglia              | World Trade Center Siviglia                                       |                              |         |
| Spagna              | Valencia              | World Trade Center Valencia                                       |                              | [ 153 ] |
| Spagna              | Vigo                  | World Trade Center Vigo                                           |                              | [ 154 ] |
| Sudafrica           | Città del Capo        | World Trade Center Cape Town                                      |                              | [ 155 ] |
| Sudafrica           | Johannesburg          | World Trade Center Johannesburg                                   |                              | [ 155 ] |
| Sri Lanka           | Colombo               | World Trade Center Colombo                                        |                              |         |
| Stati Uniti         | Albany                | World Trade Center Albany                                         |                              | [ 156 ] |
| Stati Uniti         | Anchorage             | World Trade Center Anchorage                                      |                              | [ 157 ] |
| Stati Uniti         | Atlanta               | SunTrust Plaza                                                    |                              | [ 158 ] |
| Stati Uniti         | Baltimora             | World Trade Center Baltimore                                      |                              |         |
| Stati Uniti         | Boston                | World Trade Center Seaport Hotel and Seaport                      |                              |         |
| Stati Uniti         | Buffalo               | World Trade Center Buffalo Niagara                                |                              | [ 159 ] |
| Stati Uniti         | Cleveland             | World Trade Center Cleveland                                      |                              | [ 160 ] |
| Stati Uniti         | Dallas                | World Trade Center Dallas                                         |                              |         |
| Stati Uniti         | Dallas                | World Trade Center Fort Worth                                     |                              | [ 161 ] |
| Stati Uniti         | Denver                | Denver World Trade Center                                         |                              |         |
| Stati Uniti         | Detroit               | World Trade Center Windsor                                        |                              | [ 162 ] |
| Stati Uniti         | Dulles                | World Trade Center Dulles Airport                                 |                              | [ 163 ] |
| Stati Uniti         | Filadelfia            | World Trade Center Greater Philadelphia                           |                              | [ 164 ] |
| Stati Uniti         | Fort Lauderdale       | World Trade Center Fort Lauderdale                                |                              | [ 165 ] |
| Stati Uniti         | Harrisburg            | World Trade Center Harrisburg                                     |                              | [ 166 ] |
| Stati Uniti         | Harrison              | World Trade Center Harrison                                       |                              | [ 151 ] |
| Stati Uniti         | Honolulu              | World Trade Center Honolulu                                       |                              | [ 167 ] |
| Stati Uniti         | Houston               | World Trade Center Houston                                        |                              | [ 168 ] |
| Stati Uniti         | Jackson               | World Trade Center Jackson                                        |                              | [ 169 ] |
| Stati Uniti         | Kansas City           | World Trade Center Kansas City                                    |                              |         |
| Stati Uniti         | Kingsport             | World Trade Center Kingsport                                      |                              | [ 170 ] |
| Stati Uniti         | Las Vegas             | World Trade Center Las Vegas                                      |                              | [ 171 ] |
| Stati Uniti         | Lexington             | World Trade Center Lexington                                      |                              |         |
| Stati Uniti         | Long Beach            | One World Trade Center Long Beach                                 |                              |         |
| Stati Uniti         | Los Angeles           | World Trade Center Los Angeles                                    |                              |         |
| Stati Uniti         | McAllen               | World Trade Center McAllen                                        |                              | [ 172 ] |
| Stati Uniti         | Memphis               | World Trade Center Memphis                                        |                              | [ 173 ] |
| Stati Uniti         | Miami                 | World Trade Center Miami                                          |                              | [ 174 ] |
| Stati Uniti         | Milwaukee             | World Trade Center Milwaukee                                      |                              | [ 175 ] |
| Stati Uniti         | Missoula              | World Trade Center Missoula                                       |                              | [ 176 ] |
| Stati Uniti         | New Orleans           | World Trade Center New Orleans                                    |                              |         |
| Stati Uniti         | New York              | New World Trade Center                                            |                              |         |
| Stati Uniti         | Newark                | World Trade Center Newark                                         |                              | [ 151 ] |
| Stati Uniti         | Norfolk               | World Trade Center Norfolk                                        |                              |         |
| Stati Uniti         | Orlando               | World Trade Center Orlando                                        |                              | [ 177 ] |
| Stati Uniti         | Oxnard                | World Trade Center Oxnard                                         |                              | [ 178 ] |
| Stati Uniti         | Palm Beach            | World Trade Center Palm Beach                                     |                              | [ 179 ] |
| Stati Uniti         | Pittsburgh            | World Trade Center Pittsburgh                                     |                              | [ 180 ] |
| Stati Uniti         | Portland              | World Trade Center Portland                                       |                              |         |
| Stati Uniti         | Providence            | World Trade Center Providence                                     |                              | [ 181 ] |
| Stati Uniti         | Richmond              | World Trade Center Richmond                                       |                              |         |
| Stati Uniti         | Rogers                | World Trade Center Arkansas                                       |                              | [ 182 ] |
| Stati Uniti         | Sacramento            | World Trade Center Northern Sacramento                            |                              | [ 183 ] |
| Stati Uniti         | Salt Lake City        | World Trade Center Utah                                           |                              | [ 184 ] |
| Stati Uniti         | San Antonio           | World Trade Center San Antonio                                    |                              | [ 185 ] |
| Stati Uniti         | San Diego             | World Trade Center San Diego                                      |                              | [ 186 ] |
| Stati Uniti         | Savannah              | World Trade Center Savannah                                       |                              |         |
| Stati Uniti         | Seattle               | World Trade Center Seattle                                        |                              | [ 187 ] |
| Stati Uniti         | Saint Louis           | World Trade Center St. Louis                                      |                              | [ 188 ] |
| Stati Uniti         | Tacoma                | World Trade Center Tacoma                                         |                              | [ 189 ] |
| Stati Uniti         | Tampa                 | World Trade Center Tampa Bay                                      |                              | [ 190 ] |
| Stati Uniti         | Washington            | Ronald Reagan Building and International Trade Center             |                              | [ 191 ] |
| Stati Uniti         | Wichita               | World Trade Center Kansas                                         |                              | [ 192 ] |
| Stati Uniti         | Wilmington            | World Trade Center Wilmington                                     |                              | [ 193 ] |
| Svezia              | Göteborg              | World Trade Center Göteborg                                       |                              |         |
| Svezia              | Helsingborg           | World Trade Center Helsingborg                                    |                              | [ 194 ] |
| Svezia              | Karlskrona            | World Trade Center Karlskrona                                     |                              | [ 195 ] |
| Svezia              | Lund                  | World Trade Center Lund                                           |                              | [ 196 ] |
| Svezia              | Malmö                 | World Trade Center Malmö                                          |                              |         |
| Svezia              | Stoccolma             | World Trade Center Stockholm                                      |                              |         |
| Svezia              | Växjö                 | World Trade Center Växjö                                          | In costruzione               |         |
| Svizzera            | Ginevra               | World Trade Center Geneva                                         |                              | [ 197 ] |
| Svizzera            | Losanna               | World Trade Center Lausanne                                       |                              | [ 198 ] |
| Svizzera            | Lugano                | World Trade Center Lugano                                         |                              | [ 199 ] |
| Svizzera            | Zurigo                | World Trade Center Zurich                                         |                              | [ 200 ] |
| Taiwan              | Kaohsiung             | World Trade Center Kaohsiung                                      | In costruzione               | [ 201 ] |
| Taiwan              | Taichung              | World Trade Center Taichung                                       |                              | [ 202 ] |
| Taiwan              | Taipei                | World Trade Center Taipei                                         |                              | [ 203 ] |
| Turchia             | Ankara                | World Trade Center Ankara                                         |                              |         |
| Turchia             | Istanbul              | World Trade Center Istanbul                                       |                              |         |
| Ucraina             | Kiev                  | World Trade Center Kiev                                           |                              | [ 204 ] |
| Ungheria            | Budapest              | World Trade Center Budapest                                       |                              | [ 205 ] |
| Uruguay             | Montevideo            | World Trade Center Montevideo                                     |                              | [ 206 ] |
| Venezuela           | Barquisimeto          | World Trade Center Barquisimeto                                   |                              | [ 207 ] |
| Venezuela           | Caracas               | World Trade Center Caracas                                        |                              | [ 208 ] |
| Venezuela           | Maracaibo             | World Trade Center Maracaibo                                      |                              | [ 209 ] |
| Venezuela           | Puerto La Cruz        | World Trade Center Puerto La Cruz                                 |                              | [ 210 ] |
| Venezuela           | Puerto Ordaz          | World Trade Center Puerto Ordaz                                   |                              | [ 211 ] |
| Venezuela           | Valencia              | World Trade Center Valencia                                       |                              | [ 212 ] |
| Vietnam             | Đà Nẵng               | World Trade Center Danang                                         |                              | [ 213 ] |
| Vietnam             | Hanoi                 | World Trade Center Hanoi                                          |                              | [ 214 ] |
| Vietnam             | Ho Chi Minh City      | World Trade Center Ho Chi Minh City                               |                              |         |
| Yemen               | Sana'a                | World Trade Center Sana'a                                         |                              | [ 215 ] |

## Galleria d'immagini

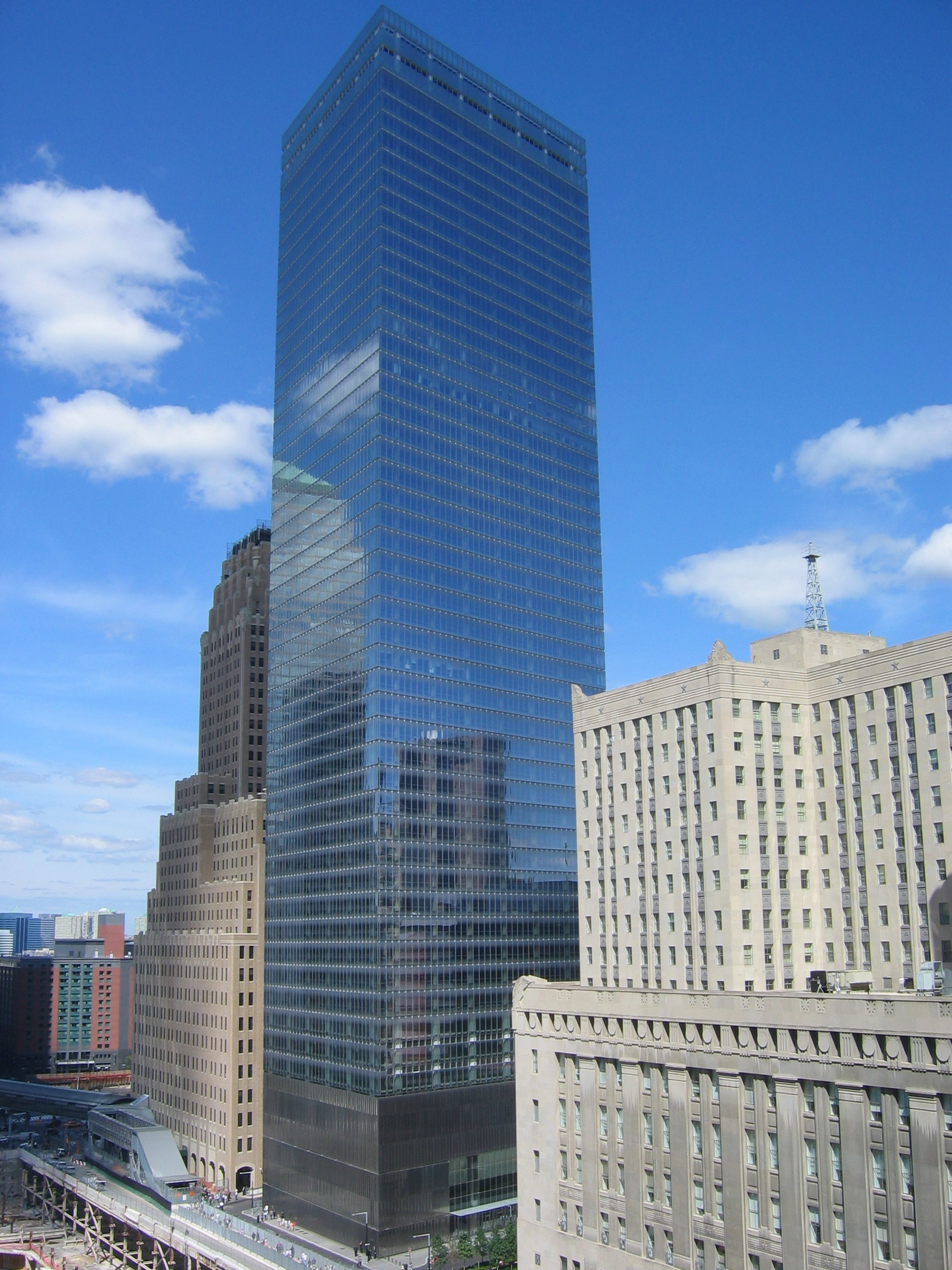
7 World Trade Center (New York)
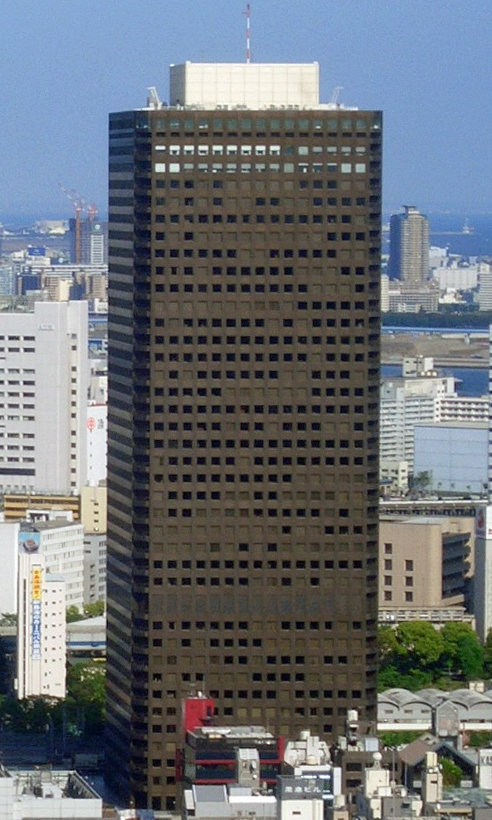
World Trade Center Tokyo
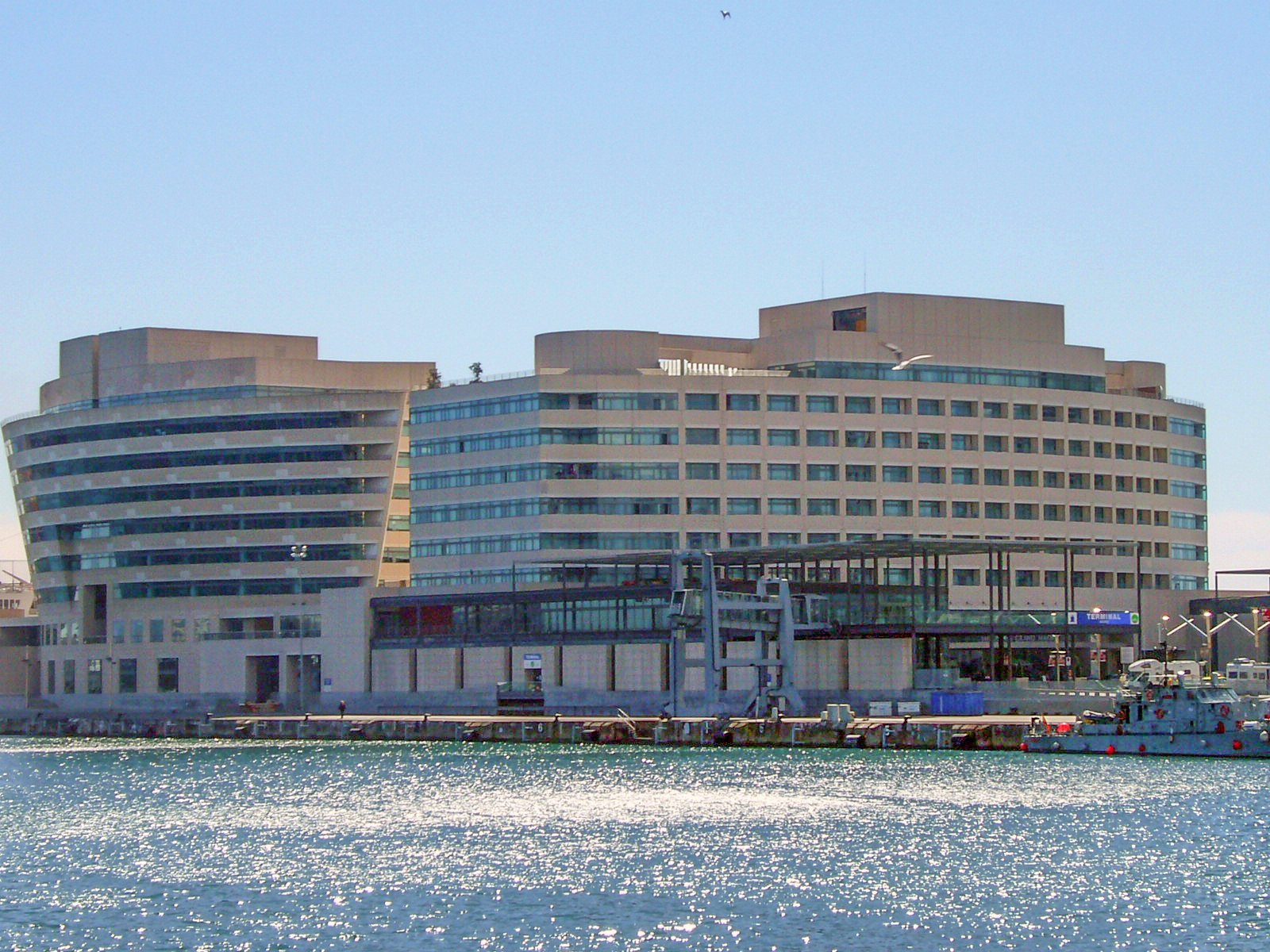
World Trade Center Barcellona
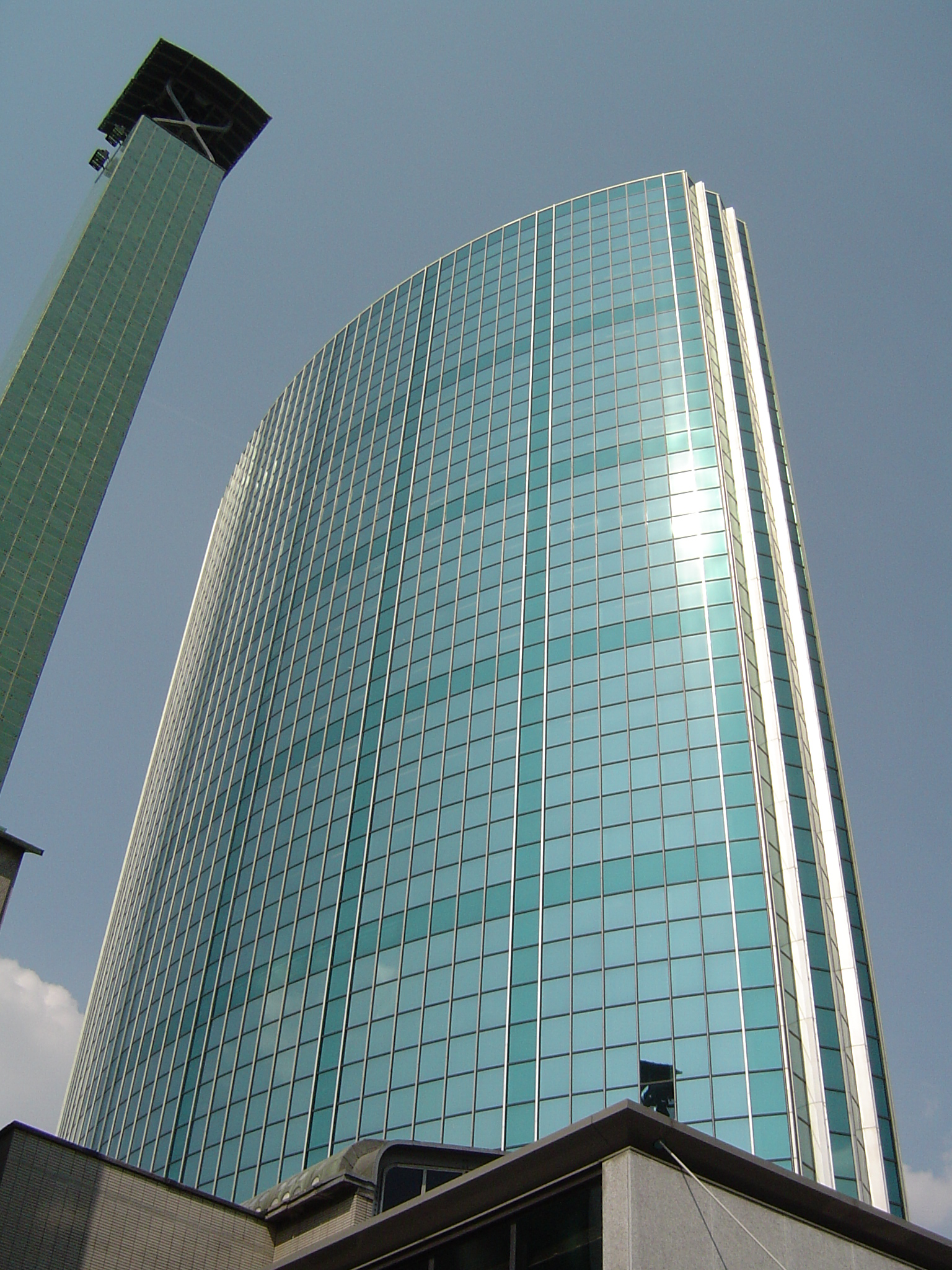
World Trade Center Rotterdam
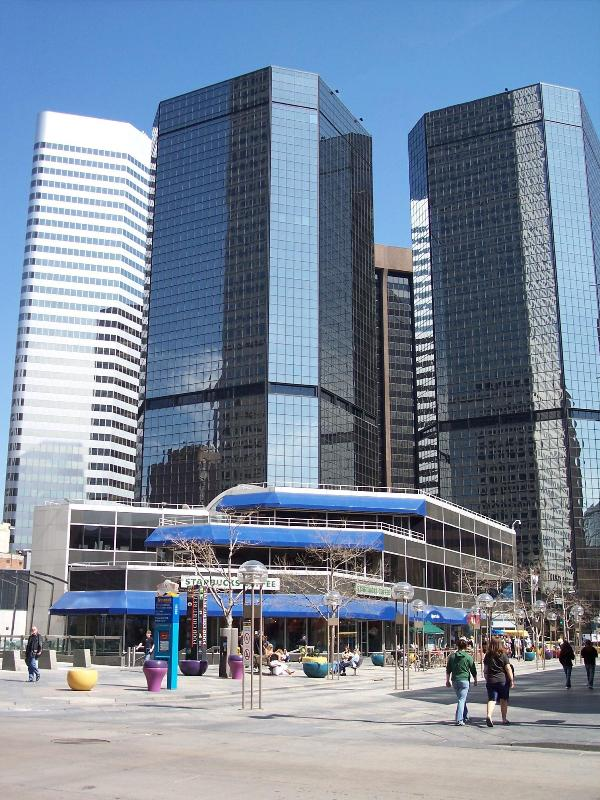
World Trade Center Denver
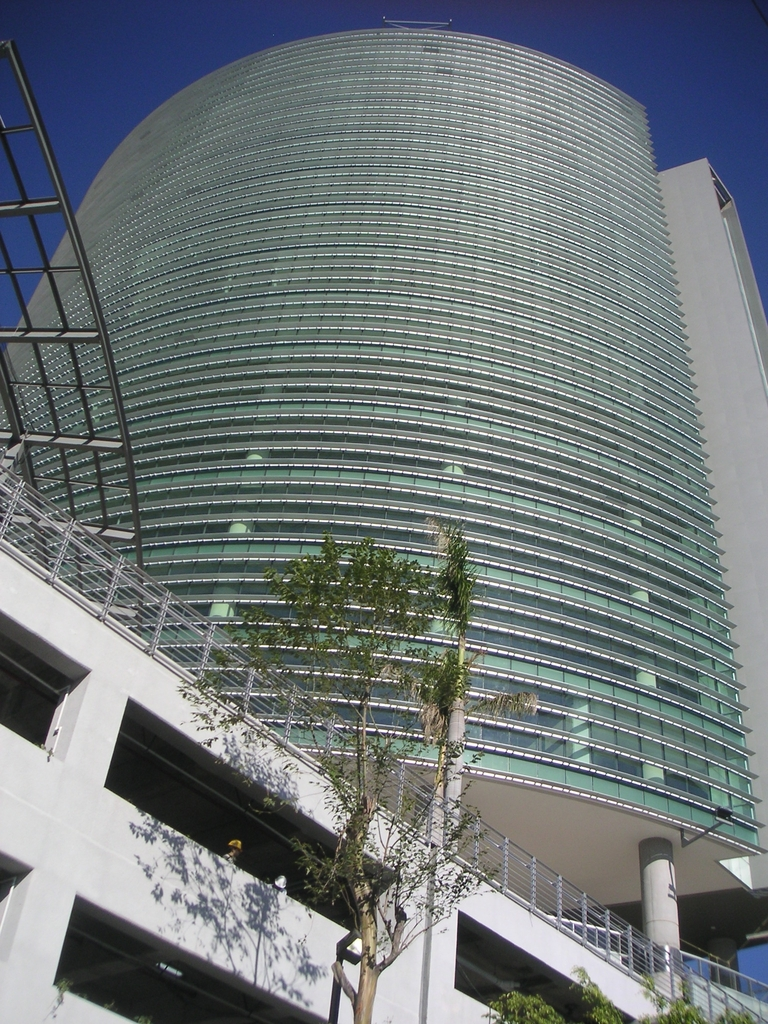
World Trade Center San Salvador

## Cinematografia
- World Trade Center (film) - Un film di Oliver Stone, con Nicolas Cage e Michael Peña. Produzione USA 2006.
- United 93 - Un film di Paul Greengrass. Produzione USA 2006.